# Cabezamesada
Cabezamesada és un municipi de la província de Toledo a la comunitat autònoma de Castella-La Manxa. Limita amb Horcajo de Santiago, a l'est, a la província de Conca, i Santa Cruz de la Zarza, al nord i Corral de Almaguer, al sud i oest.

## Demografia
| 1996 | 1998 | 1999 | 2000 | 2001 | 2002 | 2003 | 2004 | 2005 | 2006 |
| ---- | ---- | ---- | ---- | ---- | ---- | ---- | ---- | ---- | ---- |
| 527  | 503  | 491  | 482  | 494  | 478  | 476  | 489  | 494  | 469  |

## Administració
| Període      | Nom de l'alcalde/-essa            | Partit polític | Data de possessió |
| ------------ | --------------------------------- | -------------- | ----------------- |
| 1979 - 1983  | Leopoldo Rubio Canorea            | Independent    | 19/04/1979        |
| 1983 - 1987  | Leopoldo Rubio Canorea            | AP/PDP/UL      | 28/05/1983        |
| 1987 - 1991  | Leopoldo Rubio Canorea            | PP             | 30/06/1987        |
| 1991 - 1995  | José Herrero Martínez             | PSOE           | 15/06/1991        |
| 1995 - 1999  | José Herrero Martínez             | PSOE           | 17/06/1995        |
| 1999 - 2003  | Joaquín García-Navas Díaz--Garzón | PSOE           | 03/07/1999        |
| 2003 - 2007  | Joaquín García Navas Díaz-Garzón  | PSOE           | 14/06/2003        |
| 2007 - 2011  | Joaquín García Navas Díaz-Garzón  | PSOE           | 16/06/2007        |
| 2011 - 2015  | n/d                               | n/d            | 11/06/2011        |
| 2015 - 2019  | n/d                               | n/d            | 13/06/2015        |
| 2019 - 2023  | n/d                               | n/d            | 15/06/2019        |
| Des del 2023 | n/d                               | n/d            | 17/06/2023        |